# Hôpital norvégien du radium

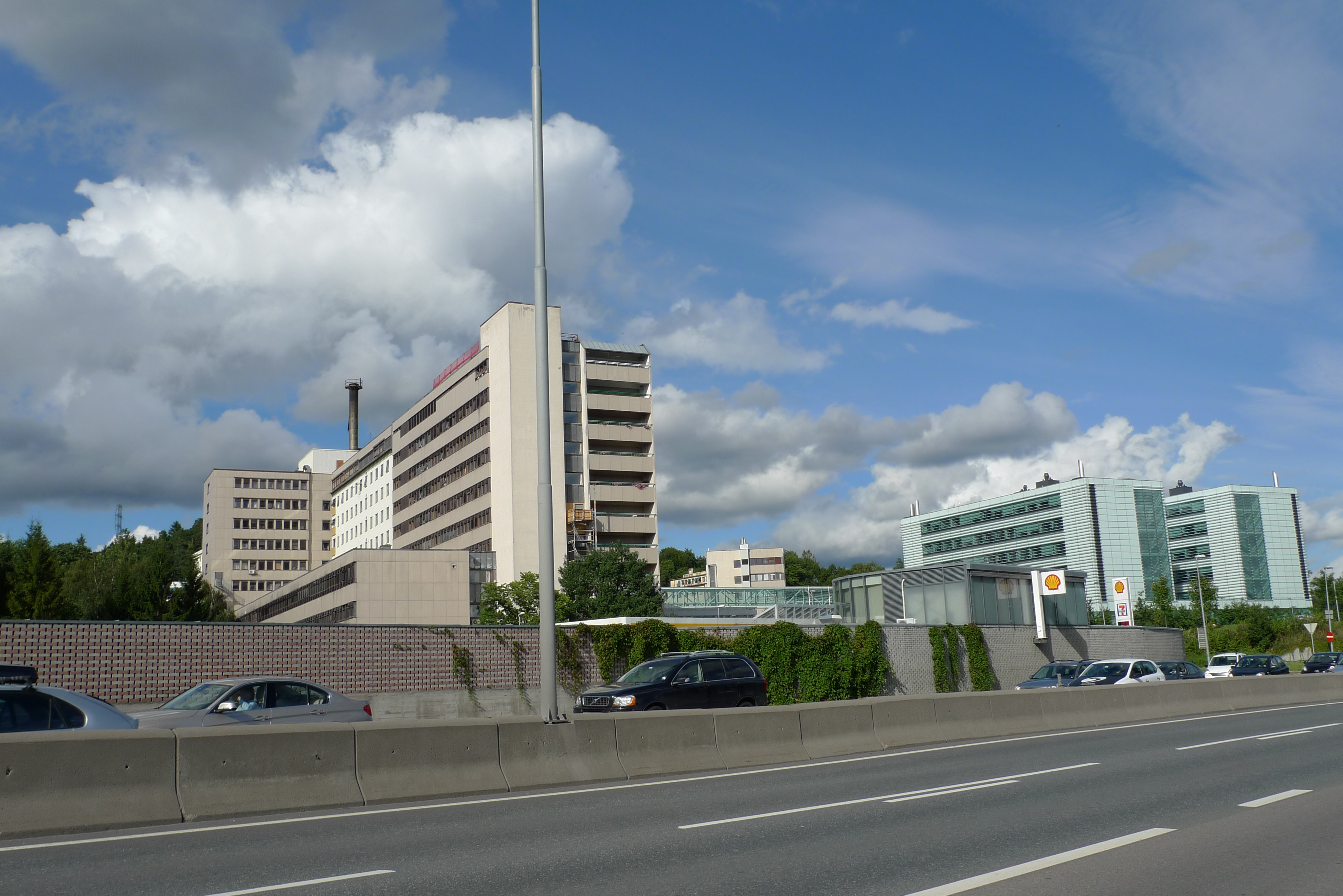
L'hôpital norvégien du radium

Pour les articles homonymes, voir DNR.
L'hôpital norvégien du radium (Det norske radiumhospital ou DNR en norvégien) (fondé en 1932 à Oslo, Norvège) occupe une position particulière dans le service de santé publique norvégien par l’institut de recherche qu'il abrite. Toutes les évaluations, tant nationales qu'internationales.  s'accordent à décrire la qualité des recherches clinique et fondamentale comme « très bon ou avoisinant l'excellence ».  En tant qu'institut national de référence, il s'est récemment orienté vers la « recherche translationnelle ».Cette activité est avec la thérapie génique l'un des domaines sur lesquels se concentreront les efforts dans l'avenir.
L'hôpital norvégien du radium a toujours maintenu une collaboration étroite avec l'association nationale de lutte contre le cancer qui finance l'essentiel de la recherche norvégienne sur le cancer. En 2004, environ 75 salariés permanents de l'hôpital étaient payés directement par l'association.
Le Radiumhospitalet (hôpital norvégien du radium) a fusionné en 2005 avec le Rikshospitalet pour devenir le Rikshospitalet-Radiumhospitalet HF. 